# Benediktinerstraße 19 (Mönchengladbach)

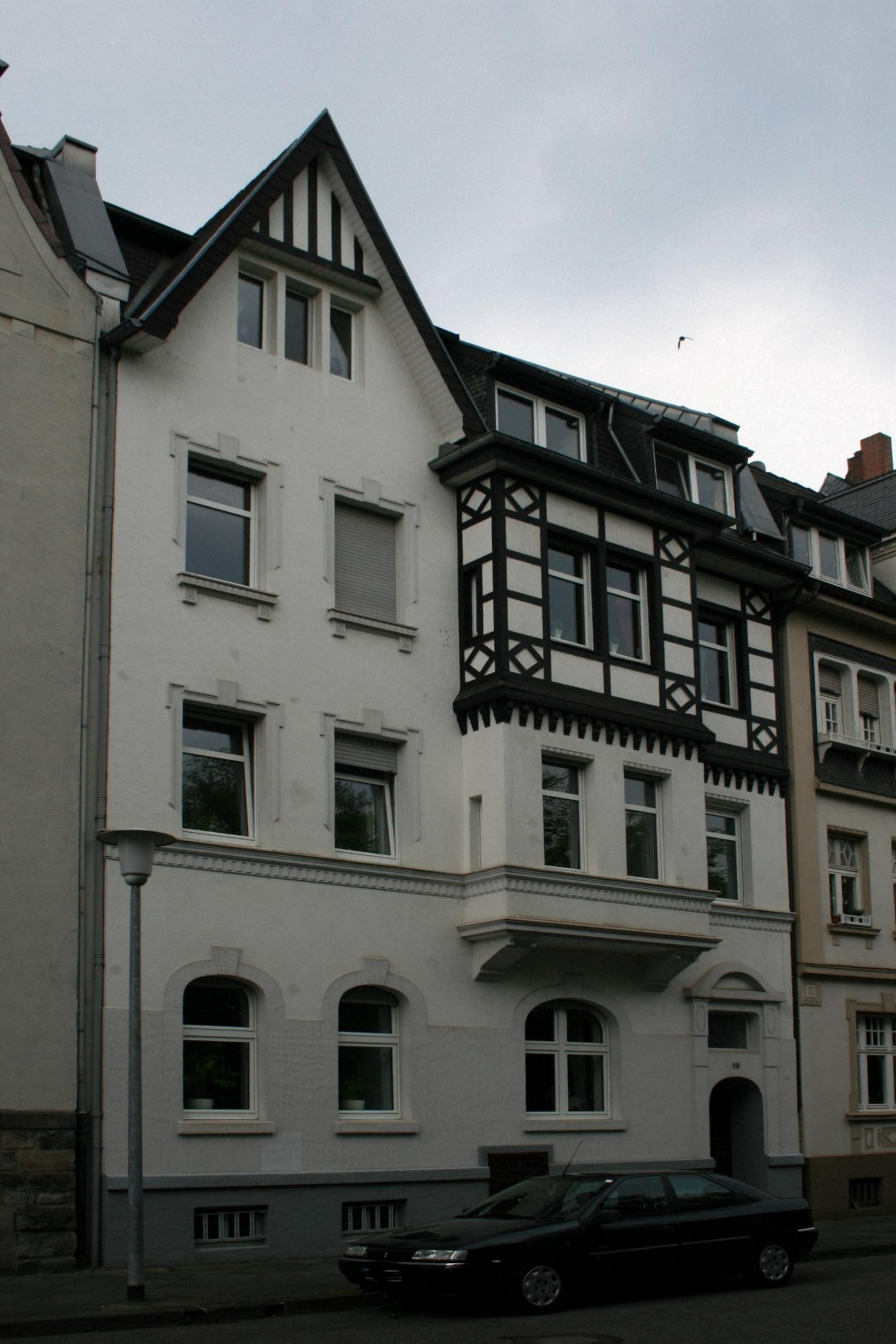
Wohnhaus (2010)

Das Wohnhaus Benediktinerstraße 19 steht in Mönchengladbach (Nordrhein-Westfalen).
Das Haus wurde um 1900 erbaut. Es ist unter Nr. B 142 am 9. März 1994 in die Denkmalliste der Stadt Mönchengladbach eingetragen worden.

## Lage
Die Benediktinerstraße liegt im nördlichen Bereich der Stadt zwischen Viersener Straße und Bunter Garten.

## Architektur
Der dreigeschossige Putzbau besitzt vier ungleichwertig ausgebildeten Fensterachsen. Das Haus ist horizontal gegliedert durch Sockel-, Stockwerk- und Traufgesims. Asymmetrische Fassadengestaltung mit linksseitigem Dreiecksgiebel und annähernd mittelaxial angeordnetem Kastenerker von zwei Geschossen. Die Erschließung des Gebäudes erfolgt vom rechts liegenden, korbbogig abschließendem und mit überkrönender Rahmung akzentuiertem Eingang. Das Haus liegt inmitten einer vollkommen geschlossenen Häuserzeile und wurde 1911 erbaut.